# Parallelia pyrrhargyra
Parallelia pyrrhargyra är en fjärilsart som beskrevs av Walker 1858. Parallelia pyrrhargyra ingår i släktet Parallelia och familjen nattflyn. Inga underarter finns listade i Catalogue of Life.